# 聯邦星艦企業號 (NCC-1701-D)

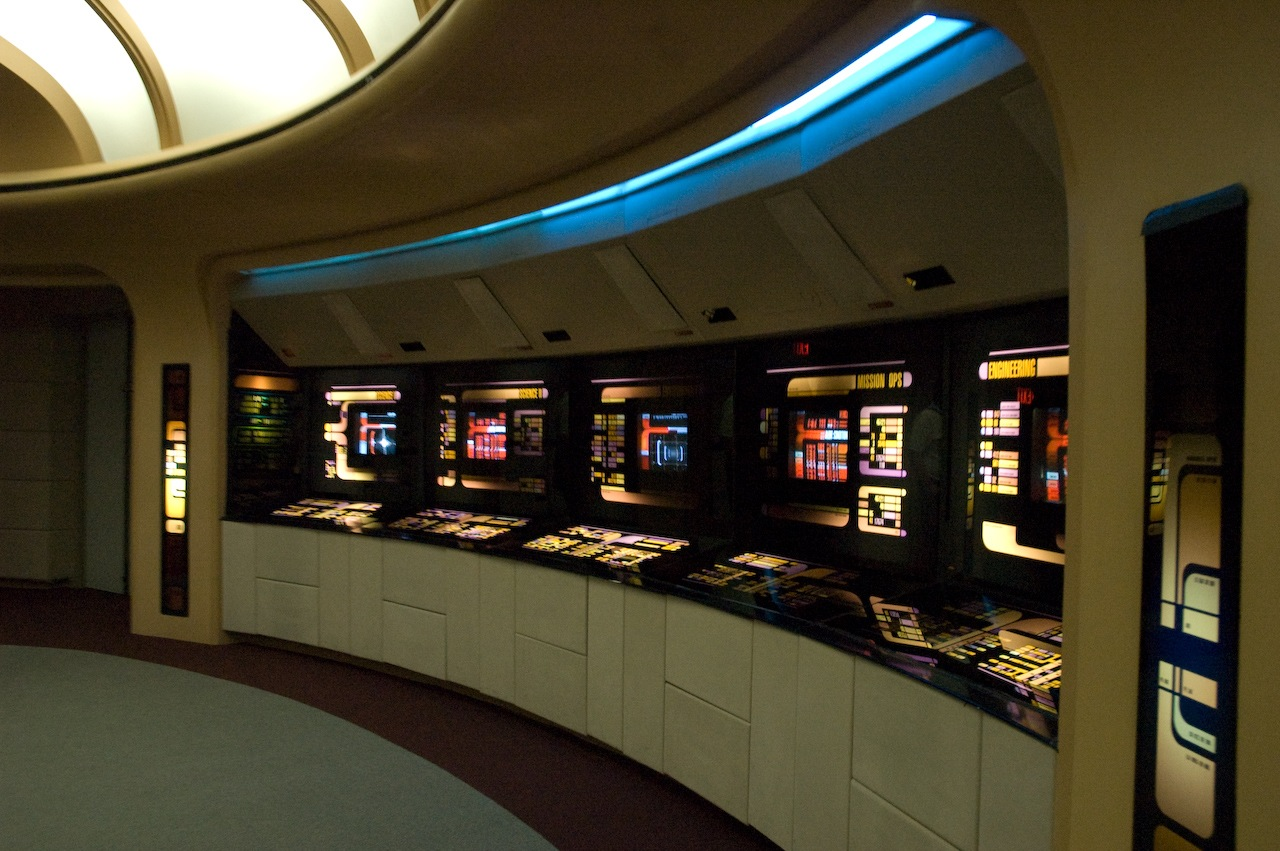
艦橋後側電腦有五個工作站：科學站1.科學站2.維生系統站.工程站.任務計畫站

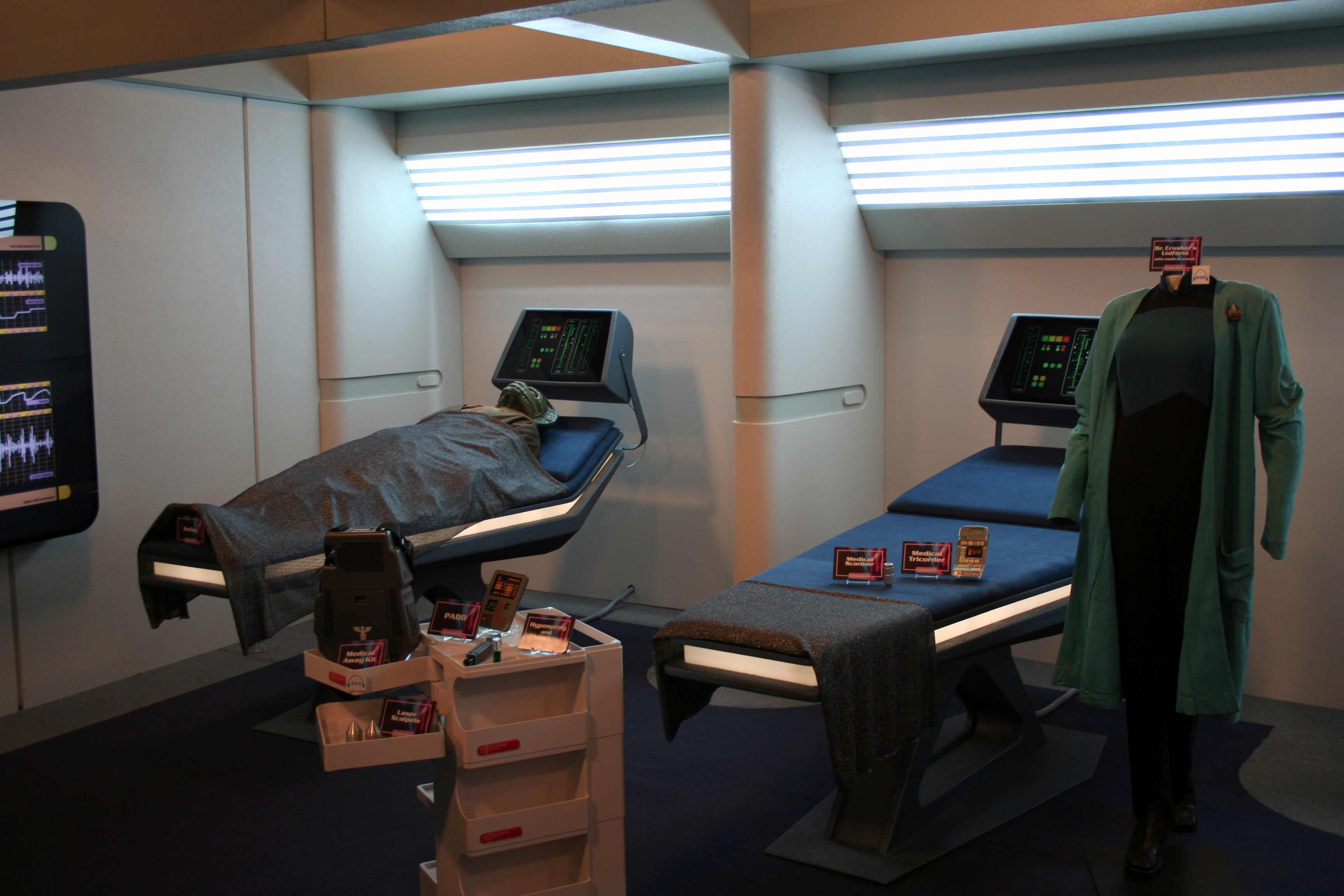
醫療室展示

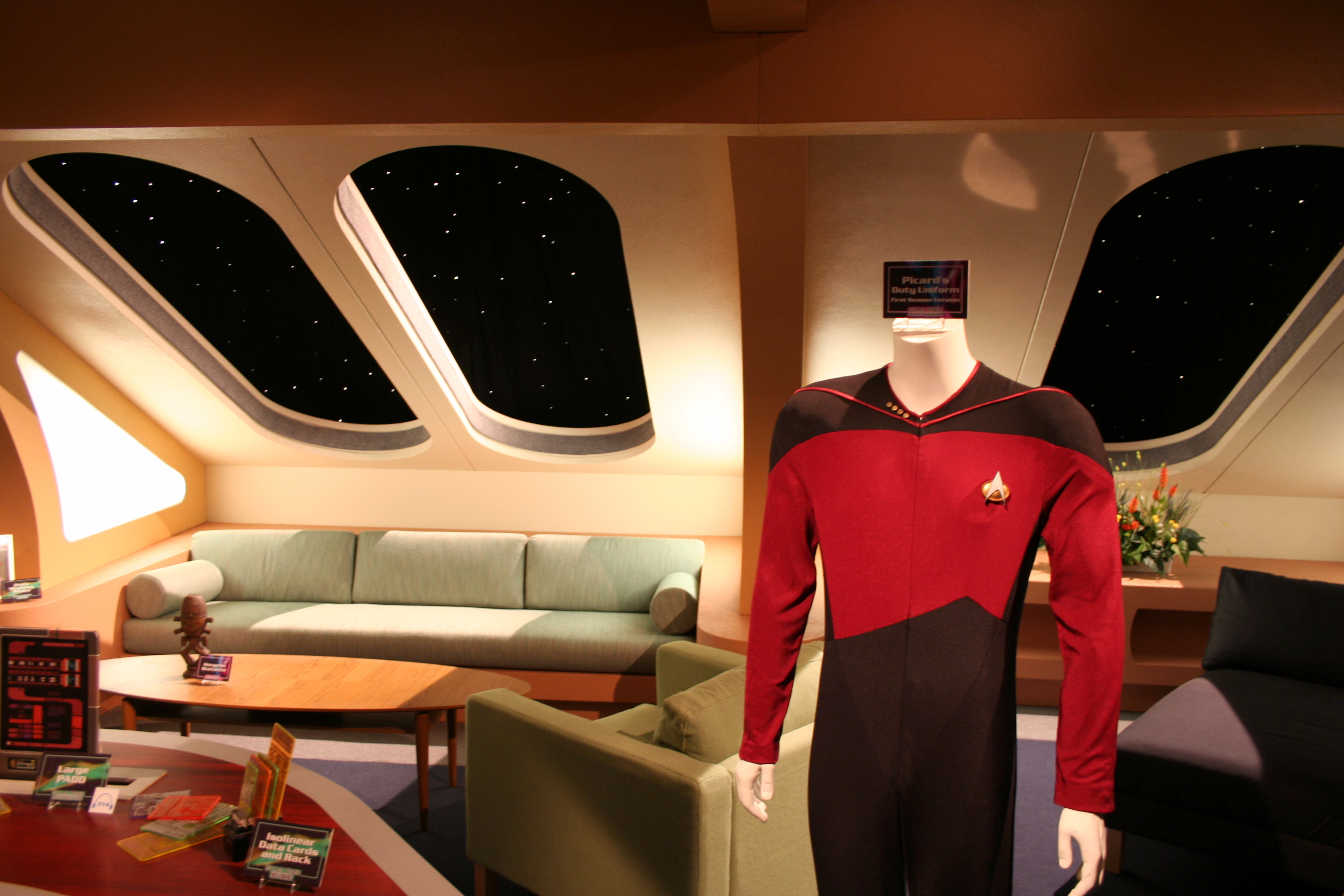
船員室展示

进取号碟型舱的坠毁

虚构的银河级联邦星舰进取号，NCC-1701-D，或进取号-D（USS Enterprise (NCC-1701-D)，或），是科幻电视剧集《星际旅行：下一代》与随后的电影续章《星际旅行VII：日换星移》中的主要设定，它是一艘24世纪的星舰。在《星际旅行》系列中，进取号-D是联邦第五艘以“进取号”命名的星舰。
进取号-D还出现在《星际旅行：深空九号》的首集“使者”，《星际旅行：进取号》的末集“踏上征程”，和电影《星际旅行VII：日换星移》里。

## 设计
设计进取号-D的人是安德鲁·普罗伯特（Andrew Probert），他此前还曾为第一部电影《星际旅行：无限太空》翻新过联邦星舰进取号。最初负责设计舰桥的任务时，普罗伯特的墙上便已挂有一幅在《无限太空》之后绘制的“假想”草图。编审戴维·格罗尔德发现了这幅草图，并带给吉恩·罗登伯里以征求他的意见，罗登伯里赞成将这幅草图作为进取号-D设计的起点。
由Ease Owyeung监管的工业光魔小组为《下一代》的首集“远点遭遇战”制作了两个微缩模型（一个6英尺，另一个2英尺），这两个模型后来被用在了前两集的拍摄中。在第三季时，模型制作师格雷格·耶伊（Greg Jein）制作了一个4英尺的微缩模型，这个模型增加了表现星舰表面电镀细节的一层。六英尺模型用于拍摄碟舰分离时的场景。在后来的《星际旅行VII：日换星移》中，工业光魔翻新了这个模型。在2006年10月，6英尺的进取号-D拍摄模型与《星际旅行》系列中其他的模型、道具、服饰以及布景物品一道，在纽约市被拍卖。该模型计划卖出2万到3万美元的价格，但是最终的成交价为57.6万美元，是当时拍卖会上最昂贵的物品。
工业光魔的约翰·科尔（John Knoll）还用计算机成像技术为《日换星移》建造了图形动画的模型。该模型后来被转换成了LightWave数据，并用于创建《星际旅行：深空九号》与《星际旅行：航海家号》的一集中使用的各种银河级星舰。伊甸FX（Eden FX）的加布里尔·克尔纳（Gabriel Köerner）还为《星际旅行：进取号》末集中出现的进取号-D建造了新的CGI LightWave模型。

## 历史
进取号-D首次出现在《下一代》首集远点遭遇战中，它由让吕克·皮卡尔上校指挥。在《下一代》的几集中以及星舰的金属铭板上，可知进取号-D建造于环绕火星轨道的乌托邦太空船厂。进取号-D是继原型舰联邦星舰银河号与联邦星舰大和号后的第三艘银河级星舰。它的铭板上给出其开始服役时间为星历40759.5，换算为2363年10月4日。
遍及整部《星际旅行：下一代》，这艘船的船员们与许多种族进行了第一次接觸，例如“谜样强敌”中的博格人以及“远点遭遇战”里的Ｑ连续体。在2366年，进取号-D成功阻止了博格人对联邦的入侵。
在《星际旅行VII：日换星移》的2371年，克林贡的杜拉斯姐妹盗取了进取号-D的护盾频率，并向它开火。尽管进取号-D成功击毁了杜拉斯姐妹的飞船，但是曲速引擎冷却系统被损坏，导致了紧急的碟舰分离程序。当碟型舱开始逃生时，工程舱发生了曲速核心破裂。其产生的震波碰撞了碟型舱，瘫痪了碟型舱的推进器和其他主要系统，并将其推入维里迪安III星的大气层里，由于行星的重力，碟型舱坠落在行星上，其损坏不能修复。
在《星际旅行VII：日换星移》DVD中的解说里提到，让进取号-D坠毁的现实原因之一，是《〈星际旅行：下一代〉技术指南》中的一幅碟型舱坠毁概念图。《下一代》的编剧罗纳德·穆尔（Ronald D. Moore）、杰里·泰勒（Jeri Taylor）与布兰农·布拉加（Brannon Braga）看到了这幅图并打算在第六季的一个两集故事中创造出一个碟舱坠毁的场面，但由于预算限制和制片人迈克尔·皮勒的反对而未成行。
企業號-D後來由企業號-E (NCC-1701-E) 取代。

### 平行未来
在《下一代》末集“曲终人散”的平行未来中，进取号-D在2395年依然是完整无缺的。在此平行未来中，该舰由威廉·赖克上将统领，并进行了重要的改装，包括第三个曲速引擎舱，新的武器以及隐形装置。